# Selbstadjungierter Operator
Ein selbstadjungierter Operator ist ein linearer Operator mit besonderen Eigenschaften. Operatoren und insbesondere selbstadjungierte Operatoren werden im mathematischen Teilgebiet der Funktionalanalysis untersucht. Der selbstadjungierte Operator ist eine Verallgemeinerung der selbstadjungierten Matrix.

## Definition
In diesem Abschnitt wird die Definition des selbstadjungierten Operators angeführt. Im ersten Abschnitt wird sie nur für beschränkte Operatoren gegeben und im zweiten dann auch für unbeschränkte. Da beschränkte Operatoren immer auf dem ganzen Vektorraum definiert werden können, ist der beschränkte selbstadjungierte Operator ein Spezialfall des unbeschränkten selbstadjungierten Operators.

### Beschränkte Operatoren
Sei {\displaystyle (H,\langle .,.\rangle )} ein Hilbertraum bestehend aus dem Vektorraum {\displaystyle H} und dem Skalarprodukt {\displaystyle \langle \cdot ,\cdot \rangle } und sei {\displaystyle T\colon H\to H} ein beschränkter linearer Operator. Falls {\displaystyle T} die Gleichung
{\displaystyle \langle Tx,y\rangle =\langle x,Ty\rangle }
erfüllt, heißt er selbstadjungiert.

### Unbeschränkte Operatoren
Sei {\displaystyle (H,\langle .,.\rangle )} ein Hilbertraum bestehend aus dem Vektorraum {\displaystyle H} und dem Skalarprodukt {\displaystyle \langle \cdot ,\cdot \rangle } und sei {\displaystyle T\colon D(T)\to H} ein dicht definierter Operator. Sei {\displaystyle D(T^{*})} der Raum aller {\displaystyle y\in H}, so dass das lineare Funktional
{\displaystyle x\mapsto \langle Tx,y\rangle }
stetig ist. Dieses Funktional hat den Definitionsbereich {\displaystyle D(T)}, ist also dicht definiert in {\displaystyle H}. Folglich besitzt es eine eindeutige stetige Fortsetzung auf ganz {\displaystyle H}. Nach dem Darstellungssatz von Fréchet-Riesz existiert ein eindeutig bestimmtes Element {\displaystyle T^{*}y\in H}, so dass
{\displaystyle \langle Tx,y\rangle =\langle x,T^{*}y\rangle }
für alle {\displaystyle x\in H} gilt. Der Operator {\displaystyle T^{*}} mit dem Definitionsbereich {\displaystyle D(T^{*})} ist der zu {\displaystyle T} eindeutig bestimmte adjungierte Operator.
Der Operator {\displaystyle T} heißt nun selbstadjungiert, falls {\displaystyle T=T^{*}} und {\displaystyle D(T)=D(T^{*})} gelten, also falls der Operator {\displaystyle T} mit seinem adjungierten Operator {\displaystyle T^{*}} und die entsprechenden Definitionsbereiche übereinstimmen.

## Geschichte
John von Neumann, der 1929 die Theorie der unbeschränkten Operatoren begründete, war auch der erste, der die Notwendigkeit erkannte, zwischen symmetrischen und selbstadjungierten Operatoren zu unterscheiden. Denn nur für die letzteren kann eine Spektralzerlegung, wie sie im letzten Abschnitt dieses Artikels beschrieben wird, gezeigt werden. Von Neumann nannte symmetrische Operatoren hermitesch. Er stellte fest, dass es unter anderem für die Spektralzerlegung wichtig sei, dass ein Operator keine symmetrische Erweiterung zulässt und nannte diese Klasse von Operatoren maximal hermitesch. Jedoch ist diese Forderung für den Spektralsatz, der selbstadjungierte Operatoren voraussetzt, noch nicht hinreichend. Von Neumann nannte auf Anregung Erhard Schmidts selbstadjungierte Operatoren hypermaximal. Der Begriff selbstadjungierter Operator wurde von Marshall Harvey Stone geprägt.

## Verwandte Objekte

### Selbstadjungierte Matrix
Sei {\displaystyle \mathbb {K} \in \{\mathbb {R} ,\mathbb {C} \}} der reelle oder komplexe Zahlenkörper und sei {\displaystyle \langle \cdot ,\cdot \rangle } ein Skalarprodukt auf {\displaystyle \mathbb {K} ^{n},} dann ist {\displaystyle (\mathbb {K} ^{n},\langle \cdot ,\cdot \rangle )} ein Hilbertraum. Eine Matrix {\displaystyle A} heißt selbstadjungiert, wenn
{\displaystyle \langle Ay,x\rangle =\langle y,Ax\rangle }
für alle {\displaystyle x,y\in \mathbb {K} ^{n}} gilt. Die Matrix {\displaystyle A} wird hier als lineare Abbildung auf dem {\displaystyle \mathbb {K} ^{n}} aufgefasst. Da {\displaystyle A} zwischen endlichdimensionalen Vektorräumen abbildet, ist {\displaystyle A} beschränkt, daher stetig und somit auch dicht definiert. Also ist eine selbstadjungierte Matrix auch ein selbstadjungierter Operator. Betrachtet man den {\displaystyle \mathbb {R} ^{n}} mit seinem Standardskalarprodukt, so entsprechen die symmetrischen Matrizen den selbstadjungierten. Im Fall des {\displaystyle \mathbb {C} ^{n}} mit dem entsprechenden kanonischen Skalarprodukt sind die hermiteschen Matrizen die selbstadjungierten.

### Symmetrischer Operator
Ein Operator {\displaystyle T\colon D(T)\to H} heißt symmetrisch, falls
{\displaystyle \langle Ty,x\rangle =\langle y,Tx\rangle }
für alle {\displaystyle x,\,y\in D(T)} gilt. Im Gegensatz zum selbstadjungierten Operator wird hier nicht gefordert, dass der Operator {\displaystyle T} dicht definiert sein muss (das ist in der Literatur aber nicht einheitlich). Ist {\displaystyle T} dicht definiert (und damit der adjungierte Operator wohl definiert), so ist {\displaystyle T} genau dann symmetrisch, wenn {\displaystyle T\subseteq T^{*}} gilt. Für beschränkte Operatoren fallen die Begriffe selbstadjungiert und symmetrisch zusammen. Daher sind symmetrische, nicht selbstadjungierte Operatoren immer unbeschränkt. Außerdem besagt der Satz von Hellinger-Toeplitz, dass jeder symmetrische Operator, der auf ganz {\displaystyle H} definiert ist, stetig und damit selbstadjungiert ist.

### Wesentlich selbstadjungierter Operator
Ein Operator {\displaystyle T\colon D(T)\to H} heißt wesentlich selbstadjungiert, falls {\displaystyle T} symmetrisch, dicht definiert und seine Abschließung selbstadjungiert ist. Einen wesentlich selbstadjungierten Operator kann man also immer zu einem selbstadjungierten Operator fortsetzen.

## Beispiele

### Symmetrische Matrix
Eine symmetrische Matrix {\displaystyle A\in \mathbb {R} ^{n\times n}} kann als Operator {\displaystyle A\colon \mathbb {R} ^{n}\to \mathbb {R} ^{n}} verstanden werden. Bezüglich des Standardskalarproduktes ist jede symmetrische Matrix eine selbstadjungierte Matrix beziehungsweise ein selbstadjungierter Operator.

### Der Operator -id/dx
Ist ein Operator beschränkt, so sind die Begriffe symmetrischer Operator, wesentlich selbstadjungierter Operator und selbstadjungierter Operator wie erwähnt äquivalent. Bei unbeschränkten Operatoren impliziert zwar die Selbstadjungiertheit die Symmetrie, aber die Umkehrung gilt nicht. Ein Gegenbeispiel gibt das folgende Paar:
1. Im Folgenden wird der Hilbertraum {\displaystyle C^{\infty }(]0,1[)\cap L^{2}(]0,1[)} und der Differentialoperator {\displaystyle p_{1}:=-{\rm {i}}\,{\tfrac {\rm {d}}{{\rm {d}}x}}={\tfrac {1}{\rm {i}}}\,{\tfrac {\rm {d}}{{\rm {d}}x}}} mit den dirichletschen Randbedingungen {\displaystyle \psi (0)=\psi (1)=0} betrachtet.
2. Und dessen Erweiterung {\displaystyle p_{2},} bei der man nur „Periodizität“ fordert, {\displaystyle \psi (1)=\psi (0)}.

Aus der Gleichungskette
{\displaystyle \langle u,p_{i}v\rangle _{L^{2}}-\langle p_{i}u,v\rangle _{L^{2}}=\int _{0}^{1}{\overline {u(x)}}\cdot p_{i}v(x)-{\overline {p_{i}u(x)}}\cdot v(x)\mathrm {d} x=-{\rm {i}}\cdot \left({\overline {u}}(1)\cdot v(1)-{\overline {u}}(0)\cdot v(0)\right)=0}
folgt, dass die Operatoren {\displaystyle p_{i}} für {\displaystyle i\in \{1,2\}} symmetrisch sind. Jedoch ist nur der Operator {\displaystyle p_{2}} selbstadjungiert, denn im ersten Fall wird der Definitionsbereich in unnötiger Weise eingeschränkt. Er besitzt dann gar keine Eigenfunktionen mehr, weil diese alle von der Form {\displaystyle \exp(i\lambda _{n}\cdot x)} sind, also die geforderte Bedingung {\displaystyle \psi (0)=0} verletzen würden.

### Laplace-Operator
Der Laplace-Operator {\displaystyle \Delta \colon D(\Delta )\to L^{2}(\mathbb {R} ^{n})} ist ein unbeschränkter Operator. Er ist bezüglich des {\displaystyle L^{2}}-Skalarproduktes selbstadjungiert. Das heißt, er ist symmetrisch bezüglich dieses Skalarprodukts, was
{\displaystyle \int _{\mathbb {R} ^{n}}\Delta f(x)g(x)\mathrm {d} x=\int _{\mathbb {R} ^{n}}f(x)\Delta g(x)\mathrm {d} x}
für alle {\displaystyle f,\,g\in D(\Delta )} bedeutet, und ist dicht definiert. Die Ableitung ist hier im schwachen Sinn zu verstehen. Somit gilt für den Definitionsbereich
{\displaystyle D(\Delta )=\{u\in L^{2}(\mathbb {R} ^{n}):\Delta u\in L^{2}(\mathbb {R} ^{n})\}.}
Dies entspricht dem Sobolev-Raum {\displaystyle H^{2}(\mathbb {R} ^{n})} der quadratintegierbaren und zweimal schwach differenzierbaren Funktionen, dieser liegt dicht in {\displaystyle L^{2}(\mathbb {R} ^{n})}. Die Symmetrie des Laplace-Operators folgt aus der greenschen Formel.

### Multiplikationsoperator
Sei {\displaystyle (\Omega ,\Sigma ,\mu )} ein Maßraum und {\displaystyle f\colon \Omega \to \mathbb {R} } eine messbare Funktion. Der Multiplikationsoperator {\displaystyle M_{f}\colon D(M_{f})\to L^{2}(\mu )} mit {\displaystyle D(M_{f})=\{x\in L^{2}(\mu ):f\cdot x\in L^{2}(\mu )\}\subset L^{2}(\mu )} ist definiert durch
{\displaystyle x\mapsto M_{f}x:=f\cdot x.}
Dieser Operator ist unbeschränkt und dicht definiert, denn für {\displaystyle \Omega _{n}:=\{\omega \in \Omega :|f(\omega )|\leq n\}} enthält {\displaystyle D(M_{f})} alle {\displaystyle L^{2}}-Klassen, die außerhalb von {\displaystyle \Omega _{n}} verschwinden und wegen {\displaystyle \textstyle \Omega =\bigcup _{n}\Omega _{n}} ist {\displaystyle D(M_{f})\subset L^{2}(\mu )} dicht. Außerdem ist {\displaystyle M_{f}} bezüglich des {\displaystyle L^{2}}-Skalarproduktes symmetrisch. Der Operator ist auch selbstadjungiert. Da für einen symmetrischen Operator nämlich {\displaystyle M_{f}\subset M_{f}^{*}} gilt, was {\displaystyle D(M_{f})\subset D(M_{f}^{*})} und {\displaystyle M_{f}^{*}|_{D(M_{f})}=M_{f}} bedeutet, muss für die Selbstadjungiertheit nur noch {\displaystyle D(M_{f}^{*})\subset D(M_{f})} gezeigt werden. Sei {\displaystyle \chi _{n}} die charakteristische Funktion von {\displaystyle \Omega _{n}}, für {\displaystyle z\in D(M_{f})} und {\displaystyle x\in D(M_{f}^{*})} gilt
{\displaystyle \langle z,\chi _{n}M_{f}^{*}x\rangle _{L^{2}}=\langle \chi _{n}z,M_{f}^{*}x\rangle _{L^{2}}=\langle M_{f}(\chi _{n}z),x\rangle _{L^{2}}=\langle f\chi _{n}z,x\rangle _{L^{2}}.}
Das heißt, {\displaystyle \chi _{n}M_{f}^{*}x=\chi _{n}fx} gilt fast überall. Da {\displaystyle \chi _{n}\to 1} punktweise konvergiert, gilt {\displaystyle M_{f}^{*}x=fx} fast überall. Da nun {\displaystyle M_{f}^{*}x=fx} in {\displaystyle L^{2}} liegt ist {\displaystyle x\in D(M_{f})}, was {\displaystyle D(M_{f})=D(M_{f}^{*})} zeigt und somit die Selbstadjungiertheit beweist.

## Kriterien
Für einen in einem Hilbertraum {\displaystyle (H,\langle .,.\rangle )} dicht definierten Operator  {\displaystyle T\colon D(T)\to H} gibt es hinsichtlich der Frage der Selbstadjungiertheit folgende immer wieder genannte Kriterien.

### Erstes Kriterium
{\displaystyle T} ist dann und nur dann selbstadjungierter Operator in {\displaystyle H}, wenn folgende Bedingung erfüllt ist:
1. Es gilt {\displaystyle T=T^{*}=T^{**}}.

### Zweites Kriterium
{\displaystyle T} ist dann und nur dann selbstadjungierter Operator in {\displaystyle H}, wenn folgende Bedingungen erfüllt sind:
1. {\displaystyle T} ist symmetrisch.
2. {\displaystyle T} ist abgeschlossen.
3. Die Nullräume der beiden Operatoren {\displaystyle T^{*}-\mathrm {i} \cdot Id_{H}} und {\displaystyle T^{*}+\mathrm {i} \cdot Id_{H}} sind gleich {\displaystyle \{0\}}.

Für die in der zuletzt genannten Bedingung auftretenden Nullräume betrachtet man oft deren Hilbertraumdimensionen. Diese nennt man im Falle eines symmetrischen Operators {\displaystyle T} auch dessen Defektindizes. Die zuletzt genannte Bedingung lässt sich daher auch so ausdrücken, dass die Defektindizes von {\displaystyle T} gleich 0 sind.

### Drittes Kriterium
Die Bedingungen 2 und 3 des zweiten Kriteriums lassen sich zu einer einzigen umdeuten und auf diesem Wege erhält man hinsichtlich der Frage der Selbstadjungiertheit von {\displaystyle T} ein weiteres gleichwertiges Kriterium:
{\displaystyle T} ist dann und nur dann selbstadjungierter Operator in {\displaystyle H}, wenn folgende Bedingungen erfüllt sind:
1. {\displaystyle T} ist symmetrisch.
2. Die Bildräume der beiden Operatoren {\displaystyle T-\mathrm {i} \cdot Id_{H}} und {\displaystyle T+\mathrm {i} \cdot Id_{H}} sind gleich {\displaystyle H}.

### Viertes Kriterium
Das vierte Kriterium zeigt, dass die Selbstadjungiertheit eines dicht definierten Operators im Wesentlichen durch die Lage seines Spektrums innerhalb der reellen Zahlen bestimmt wird:
{\displaystyle T} ist dann und nur dann selbstadjungierter Operator in {\displaystyle H}, wenn folgende Bedingungen erfüllt sind:
1. {\displaystyle T} ist symmetrisch.
2. Das Spektrum von {\displaystyle T} besteht allein aus reellen Zahlen, also  {\displaystyle \sigma (T)\subset \mathbb {R} }.

## Eigenschaften
Sei {\displaystyle T} ein dicht definierter Operator auf dem Hilbertraum {\displaystyle (H,\langle .,.\rangle ),}
- dann ist {\displaystyle T^{*}T} ein selbstadjungierter Operator mit {\displaystyle \langle Tx,x\rangle \geq 0.}

Sei {\displaystyle T} ein selbstadjungierter Operator auf dem Hilbertraum {\displaystyle (H,\langle .,.\rangle ).}
- Für das Spektrum {\displaystyle \sigma (T)} von {\displaystyle T} gilt {\displaystyle \sigma (T)\subset \mathbb {R} .} Es gibt also keine Spektralwerte, die echte komplexe Zahlen sind. Insbesondere hat eine selbstadjungierte Matrix nur reelle Spektral- beziehungsweise Eigenwerte.
- Ein Operator {\displaystyle T} ist positiv, das heißt, es gilt {\displaystyle \langle Tx,x\rangle \geq 0} für alle {\displaystyle x\in D(T)} genau dann, wenn für das Spektrum {\displaystyle \sigma (T)} die Inklusion {\displaystyle \sigma (T)\subset [0,\infty ]} gilt.
- Falls {\displaystyle \langle Tx,x\rangle \geq 0} für alle {\displaystyle x\in H} gilt, so existiert ein selbstadjungierter Operator {\displaystyle B} mit {\displaystyle \langle Bx,x\rangle \geq 0} für alle {\displaystyle x\in H}, so dass {\displaystyle B\circ B=T} gilt.

## Friedrichssche Erweiterung
Sei {\displaystyle (H,\langle ,\rangle _{H})} ein Hilbertraum und {\displaystyle T\colon D(T)\to H} ein dicht definierter halbbeschränkter Operator. Für einen Operator {\displaystyle T} bedeutet halbbeschränkt zu sein, dass der Operator entweder die Ungleichung {\displaystyle \langle Tx,x\rangle _{H}\geq C\|x\|_{H}^{2}} oder die Ungleichung {\displaystyle \langle Tx,x\rangle _{H}\leq C\|x\|_{H}^{2}} für ein {\displaystyle C\in \mathbb {R} } und für alle {\displaystyle x\in D(T)} erfüllt. Dann existiert zu {\displaystyle T} eine selbstadjungierte Erweiterung von {\displaystyle T}, die derselben Abschätzung genügt.
Zu beachten ist, dass bei einem halbbeschränkten Operator {\displaystyle T} der Ausdruck {\displaystyle \langle Tx,x\rangle _{H}} reellwertig sein muss, da sonst die Ordnungsrelationen {\displaystyle \geq } und {\displaystyle \leq } nicht definiert sind; und Operatoren, für die {\displaystyle \langle Tx,x\rangle _{H}\in \mathbb {R} } für alle {\displaystyle x\in H} gilt, sind symmetrisch.
Sei {\displaystyle T\colon D(A)\to H} ein abgeschlossener und dicht definierter Operator. Dann lässt sich aus der Friedrichsschen Erweiterung folgern, dass {\displaystyle T^{*}T\colon \{x\in D(T):Tx\in D(T^{*})\}\to H} dicht definiert und selbstadjungiert ist.

## Spektralsatz für unbeschränkte Operatoren

### Spektralzerlegung
Sei {\displaystyle (H,\langle .,.\rangle _{H})} ein Hilbertraum und {\displaystyle \Sigma } die borelsche σ-Algebra. Für jeden selbstadjungierten Operator {\displaystyle T\colon D(T)\to H} existiert ein eindeutiges Spektralmaß {\displaystyle E\colon \Sigma \to L(H,H)}, so dass
{\displaystyle \langle Tx,y\rangle _{H}=\int _{\mathbb {R} }t\,\mathrm {d} \langle E_{t}\,x,y\rangle _{H}}
mit {\displaystyle x\in D(T)} und {\displaystyle y\in H} gilt. Diese Aussage ist der Spektralsatz für unbeschränkte selbstadjungierte Operatoren. Fordert man, dass die Operatoren beschränkt und selbstadjungiert oder gar kompakt und selbstadjungiert sind, so vereinfacht sich das Resultat. Das wird im Artikel Spektralsatz näher erläutert.

### Multiplikationsoperator
Sei {\displaystyle H} ebenfalls wieder ein Hilbertraum und sei {\displaystyle T\colon H\supset D(T)\to H} ein selbstadjungierter Operator. Dann existiert ein (im separablen Fall ein {\displaystyle \sigma }-endlicher) Maßraum {\displaystyle (\Omega ,\Sigma ,\mu )}, eine messbare Funktion {\displaystyle f\colon \Omega \to \mathbb {R} } sowie ein unitärer Operator {\displaystyle U\colon H\to L^{2}(\mu )} mit
1. {\displaystyle x\in D(T)\Leftrightarrow f\cdot Ux\in L^{2}(\mu )} und
2. {\displaystyle UTU^{*}\phi =f\cdot \phi } für {\displaystyle \phi \in \{\phi \in L^{2}(\mu ):f\cdot \phi \in L^{2}(\mu )\}}.

Im Wesentlichen ist also der Multiplikationsoperator {\displaystyle \phi \mapsto f\cdot \phi } das einzige Beispiel eines selbstadjungierten Operators.